# Bezvěrov
Bezvěrov (deutsch Bernklau) ist eine Gemeinde in Tschechien. Sie befindet sich neun Kilometer südöstlich von Toužim und gehört zum Okres Plzeň-sever.

## Geographie
Bezvěrov befindet sich auf einem Sattel zwischen den Hügeln Bofort (715 m) und Zámecký vrch (Pernglauberg; 711 m) im Tepler Hochland. In Bezvěrov entspringen der Manětínský potok, der Krašovský potok und ein Zufluss zum Úterský potok. Durch die Gemeinde führt die Staatsstraße 20/E 49 zwischen Úněšov und Toužim.
Nachbarorte sind Horní Luhov, Luhov, Komárov und Hrádek im Norden, Buč, Služetín und Vlkošov im Nordwesten, Krašov und Kamenná Hora im Westen, Chudeč und Čestětín im Südosten, Dolní Jamné im Süden, Nová Víska und Žernovník im Südwesten, Ostřetín, Nový Dvůr und Branišov im Westen sowie Nežichov und Třebouň im Nordwesten.

## Geschichte
Die erste schriftliche Erwähnung von Bernklau erfolgte im Jahre 1379. Das 1239 in einer Konfirmationsurkunde des Klosters Kladrau angeführte Dorf Besmirov bzw. Bezverovo lässt sich nicht genau zuordnen, da alle drei Dörfer, die heute den Namen Bezvěrov tragen, dafür in Frage kommen.
Seit 1396 ist die Existenz einer Feste auf dem Zámecký vrch belegt, die wahrscheinlich von den Brüdern Linhart und Tůma von Kamennahora errichtet wurde. Zwischen 1502 und 1555 war die Feste der Sitz des Geschlechts Bärenklau von Schönreuth, das die Feste um 1548 erneuerte. Nachfolgend gab es häufige Besitzerwechsel und das Dorf gehörte u. a. den Kelner von Bärenklau, Theiner von Thein und den Zedtwitz auf Liebenstein. Seit 1617 besaß Nikolaus Ratschin von Ratschin die Güter. Nach der Schlacht am Weißen Berg wurde 1623 sein Besitz konfisziert und die Herrschaft Bärenklau mit den Dörfern Krašov, Těšetín, Kamenná Hora, Vojtěšín, Račín und Tysová an Wilhelm von Vřesovice verkauft. Dieser veräußerte den Besitz 1626 an die Herzöge von Sachsen-Lauenburg auf Theusing, die Bernklau an das Gut Pürles anschlossen. 1837 erwarb Alfred Beaufort-Spontini die Güter in Bernklau.
Nach der Aufhebung der Patrimonialherrschaft bildete Bernklau/Bezvěrov ab 1850 eine Gemeinde im Bezirk Kralowitz. 1867 gründete Eduard Kavalier aus Sázava die Glashütte Nová Sázava, die Kristallglas produzierte. Sie wurde 1923 stillgelegt. 1930 lebten in Bernklau 637 Menschen. Nach dem Münchner Abkommen wurde die Gemeinde 1938 dem Deutschen Reich angeschlossen und gehörte bis 1945 zum Landkreis Luditz. 1939 hatte die Gemeinde 578 Einwohner. Nach dem Ende des Zweiten Weltkrieges kam Bezvěrov zur Tschechoslowakei zurück und die deutschen Einwohner wurden vertrieben. Zwischen 1949 und 1960 gehörte die Gemeinde zum Okres Toužim. Seit dem 1. Jänner 1961 ist sie Teil des Okres Plzeň-sever. Zugleich wurden Krašov und Vlkošov (mit Potok) eingemeindet. 1976 erfolgte die Eingemeindung von Dolní Jamné (mit Chudeč, Nová Víska, Očehora, Račín I. und II. Anteil und Světec) und Služetín (mit Buč).

## Ortsgliederung
Die Gemeinde Bezvěrov besteht aus den Ortsteilen Bezvěrov (Bernklau), Buč (Pusch), Chudeč (Kutsch), Dolný Jamny (Unter Jamny), Krašov (Krasch), Nová Víska (Neudörfel), Potok, Služetín (Lusetin), Světec (Schwitz), Vlkošov (Wilkischau) und Žernovník (Schirnik) sowie den Ansiedlungen Hrádek (Glashütte), Na Hrádku (Schlößles), Nová Sázava (Neu Sazawa) Ostřetín (Wustung) und Račín (Ratschin). Zu Bezvěrov gehören auch die Fluren der erloschenen Ansiedlung Očehora (Ranitzenhäuseln bzw. Hotschehora).

## Sehenswürdigkeiten
- historische sandsteinerne Grenzsteine zwischen den Herrschaften Theusing und Pürles aus dem Jahre 1623
- Kapelle des hl. Florian, errichtet in der zweiten Hälfte des 19. Jahrhunderts
- ehemalige Glashütte Kavalier, technisches Denkmal
- gusseisernes Kruzifix an der Straße nach Manětín aus dem Jahre 1886
- Ruine der Kirche des hl. Blasius bei Branišov
- Feste Na Hrádku
- Pfarrkirche in Krašov
- Östlich der Gemeinde liegt mit dem Sender Krašov das zweithöchste Bauwerk Tschechiens.